# Viewpark
Viewpark – miejscowość w środkowej Szkocji, w hrabstwie North Lanarkshire, położona we wschodniej części aglomeracji Glasgow, na południowym brzegu rzeki North Calder Water. W 2011 roku liczyła 16 303 mieszkańców.
Miejscowość zbudowana została od podstaw wkrótce po zakończeniu II wojny światowej. Na przełomie lat 40. i 50. XX wieku powstało osiedle liczące 5000 komunalnych domów jednorodzinnych. Wcześniej teren ten stanowił część rozległej posiadłości ziemskiej wokół rezydencji Viewpark House, zbudowanej ok. 1835 roku, a zburzonej na początku lat 50. XX wieku. Na jej obszarze funkcjonowała kopalnia węgla, zamknięta po wyczerpaniu złóż w 1942 roku.